# Olšovec (Bzenec)
Olšovec je od roku 1837 místní částí města Bzenec v okrese Hodonín v Jihomoravském kraji. Dříve byl samostatnou obcí.

## Historie a současnost
Poprvé připomíná roku 1131. Olšovec dříve patříval panství Bzeneckému. Roku 1837 se stal součástí Bzence. Roku 1888 zde byly postaveny vojenské kasárny. Za první republiky a za vlády komunistů se Olšovec pozvolna rozrůstal. Dnes má přes tisíc obyvatel. Je zde vilová ulice Pod Kněží horou. Pod Kněží horou byl v roce 2007 otevřen minipivovar.

## Vývoj počtu obyvatel
- 1600 - asi 100
- 1790 - 360
- 1869 - 400
- 1890 - 425

## Názvy ulic
- Kasárna
- Na Mýtě
- K. Klostermanna
- Na Pančavě
- Na Špitálce
- Nová
- Partyzánská
- Písecká
- Pod Kněží Horou
- A. Jiráska
- Veselská
- Strážnická
- P.O.Hviezdoslava
- Zahradní
- J. Wolkera
- Kollárova
- K. Světlé
- J. Plachty
- Žilkova

## Doprava
- Středem Olšovce vede silnice 1. třídy 54, na níž leží autobusová zastávka Bzenec-Olšovec.
- Jihem Olšovce prochází dvě souběžné železniční tratě Brno - Uherské Hradiště a Bzenec - Moravský Písek, na které leží zastávka Bzenec-Olšovec.